# Licia Maglietta
Licia Maglietta (Nápoles, 16 de noviembre de 1954) es una actriz italiana, conocida por su papel protagónico en la película Pan y tulipanes (2000), dirigida por Silvio Soldini.

## Carrera
Nacida en Nápoles, Licia realizó una gran cantidad de cursos de actuación e inició su carrera profesional en la compañía teatral "Falso Movimento", dirigida por el reconocido Mario Martone. También hizo parte de la compañía de Carlo Cecchi y dirigió algunas obras. Hizo su debut en el cine en 1992 en el largometraje de Martone Death of a Neapolitan Mathematician. Su rol más reconocido en cine ocurrió en la película de 2000 Pan y tulipanes, en la que interpretó el rol de Rosalba Barletta. Su actuación en dicha cinta le valió obtener los premios David di Donatello, Nastro d'Argento y Ciak d'oro.

## Filmografía seleccionada
- Muerte de un matemático napolitano (Morte di un matematico napoletano), de Mario Martone (1992)
- Nasty Love (1995)
- Le acrobate (1997)
- Bread and Tulips (2000)
- Red Moon  (2001)
- Agatha and the Storm (2004)
- Paul VI: The Pope in the Tempest (2008)
- Sisi (2009)
- In Treatment (2013)